# Horta do Anjinho
A Horta do Anjinho é uma quinta histórica na vila de Messejana, no Município de Aljustrel, na região do Alentejo, em Portugal.

## Descrição e história
A propriedade situa-se nas imediações de Messejana, a Sudoeste da povoação. Destaca-se principalmente pelo seu portal, sobre um portão de alvenaria e tijolo, ladeado por pilastras coríntias sobre plintos, e encimado por um frontão de configuração mistilínea, que termina num arco de querena, com uma urna em cada lado, rematando as pilastras. Destaca-se o uso de colunas coríntas, consideradas raras no contexto da arquitectura regional alentejana. No tímpano encontra-se um medalhão de forma oval, com moldura de concheados e asas de morcego em relevo, e rematado por uma cartela de configuração polilobada e assimétrica, com uma cruz da Ordem de Cristo, rodeada por por concheados, asas de morcego e enrolamentos. Na facha oposta encontra-se um pombal encimado por um beirado, onde se abre uma porta e três frestas.
O portão foi provavelmente construído no século XVIII.